# Chrysobothris malayensis
Chrysobothris malayensis es una especie de escarabajo del género Chrysobothris, familia Buprestidae. Fue descrita científicamente por Fisher en 1930.